# Кушетка

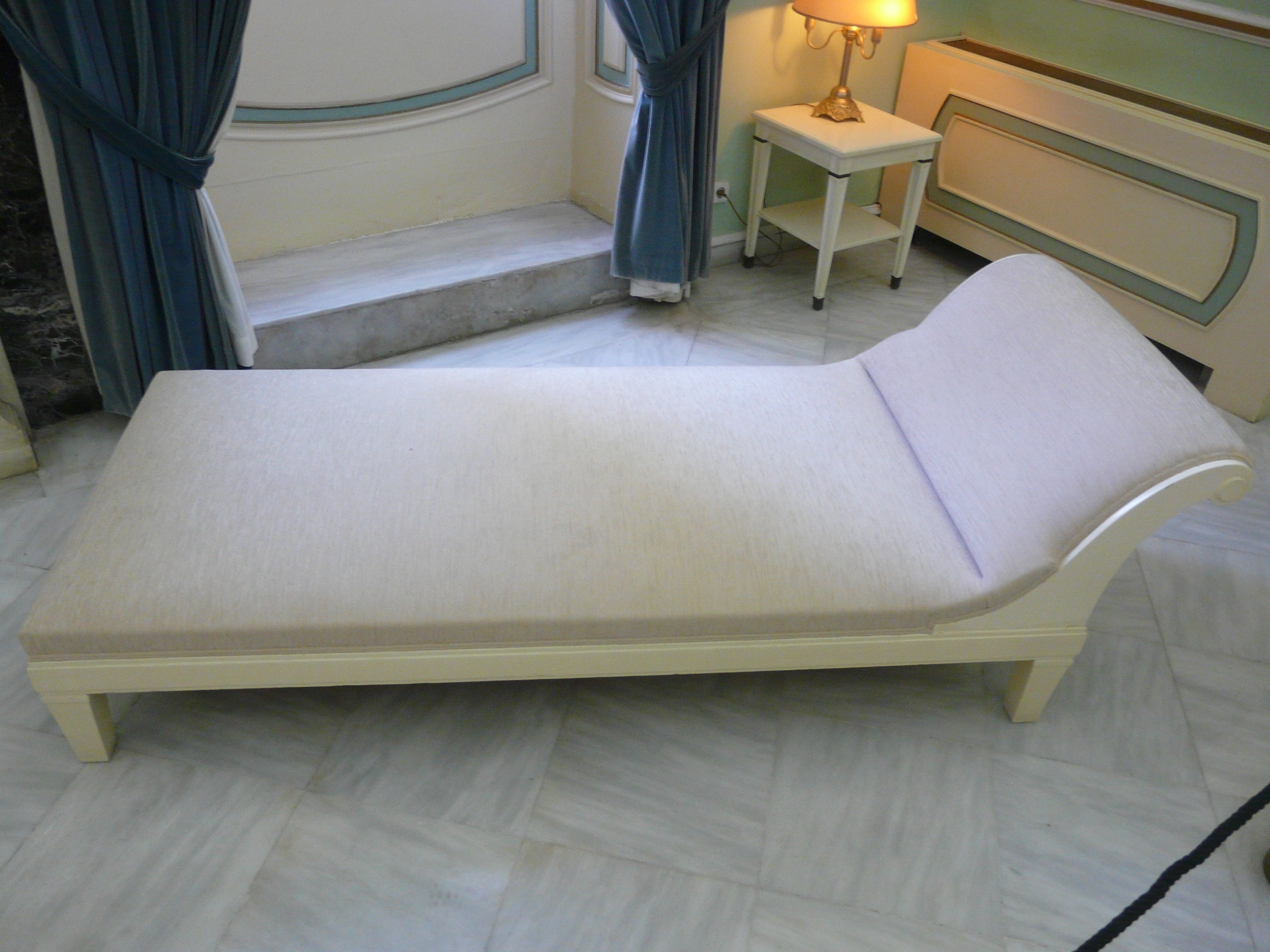
Кушетка

Куше́тка (від фр. couchette, дос. «лежанка») — різновид одномісного дивана з узголів'ям, зазвичай без спинки. Відома з часів Античності як предмет аристократичного інтер'єру. У багатьох мовах такий вид меблів відомий як фр. chaise longue, дос. «довгий стілець», звідси й «шезлонг».
Ліжко, що не має спинки, називають часто «ліжком типу кушетки».

## Походження

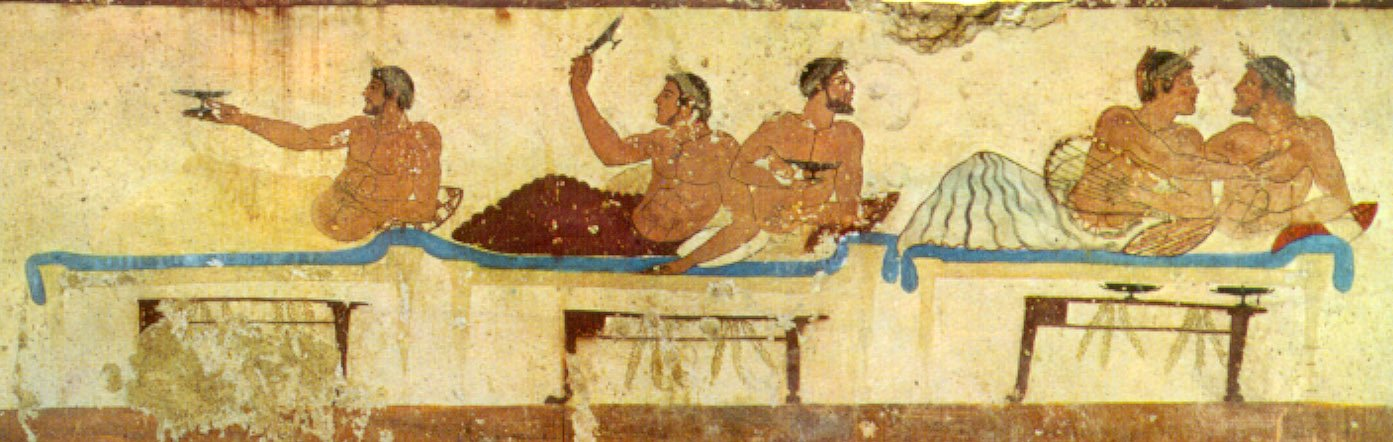
Симпосій, чоловіки напівлежать на кліне. Грецька фреска 475 р до н. е. на північній стінці «Гробниці нирця / пірнальника» з Національного археологічного музею в Пестумі, Італія.

Вважається, що перші поєднання стільця і ліжка виникли в Стародавньому Єгипті. Найдавніші відомі моделі були зроблені з пальмових палиць зв'язаних мотузкою або сплетеними стрічками сиром'ятної шкіри. Пізніше єгипетські майстри почали застосовувати шипові з'єднання при виготовленні дерев'яних каркасів ліжок і облицьовувати ліжка слоновою кісткою або чорним деревом, багато прикладів таких меблів виявлені в гробницях 1-ї династії (3100-2890 до н. е.).
У Стародавній Греції на симпосіях чоловіки напівлежали на різновиді кушетки клінії чи кліне (грец. κλίνη — «ложе, кушетка»). Звичай греків сидіти за столом став змінюватися на розміщення напівлежачи на кушетці вже у 8-му столітті до н. е.
Римляни також використовували кушетки, щоб лежати вдень і спати вночі. Розвинені з грецького прототипу, римські кушетки виготовлялись з різьбленими дерев'яними або відлитими з бронзи ніжками. Римляни також використовували крісло типу кушетки (лат. accubitatio) для лежання під час їжі (лат. accubatio/accubitio). У римських бенкетах, зазвичай, використовувалися ложа розраховані на три особи, які розташовувались з трьох сторін стола в триклінії (їдальня в римському домі), таким чином на бенкеті могло бути 9 людей. Римляни не практикували оббивати меблі тканиною, тому для кушеток використовувались зручні подушки, покривала і шкури тварин.

## Сучасніші типи
На початку 18 століття у Франції вперше назва chaise longue («довгий стілець») застосовується щодо меблів з оригінальною функцією для півлежання з ногами, покладеними на продовження крісла. На відміну від дивана і кушетки ці меблі не були різновидом ліжка, а складалися з крісла, до якого приставляли табурет.

Кушетки Нового часу
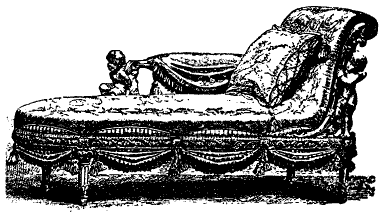
Кушетка XVIII століття в стилі рококо
Кушетка середини XVIII століття
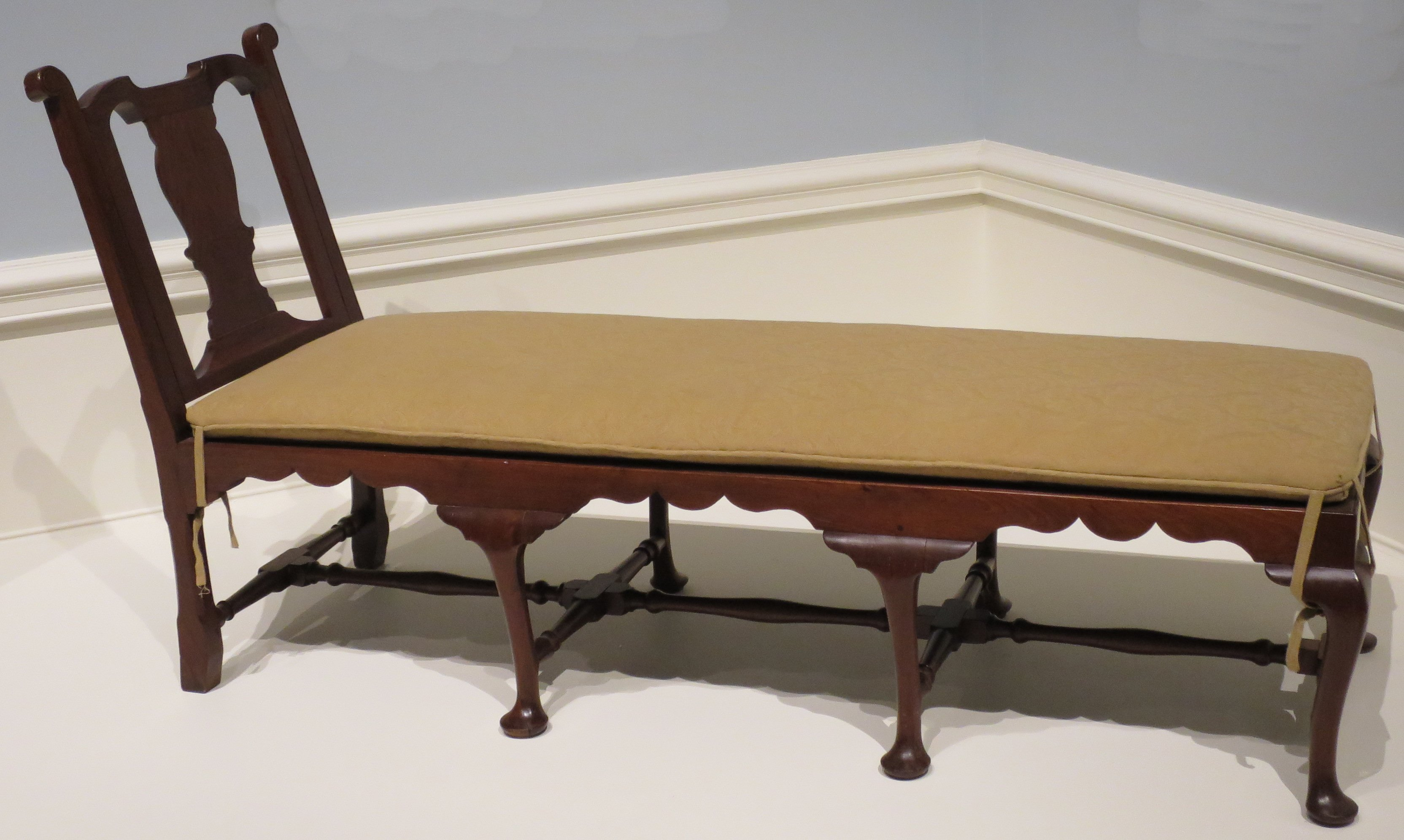
Кушетка в стилі королеви Анни[en] (за ім'ям Анни Стюарт)
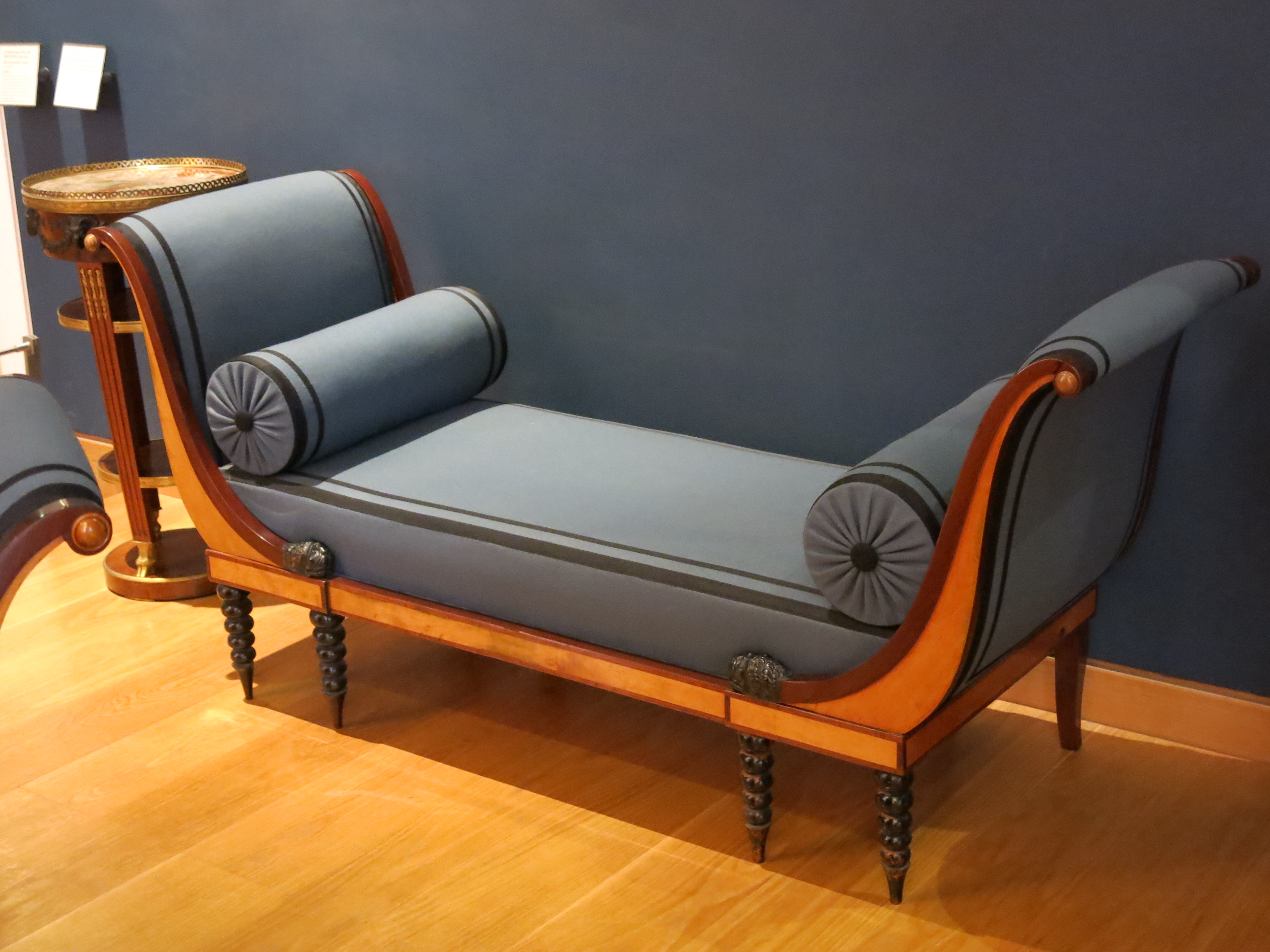
Кушетка із салону мадам Рекам'є, 1798 р.
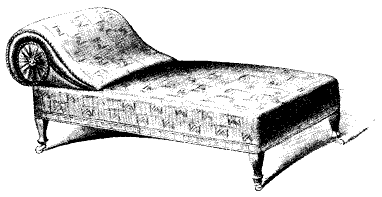
Кушетка кінця XIX століття

### Отоманка

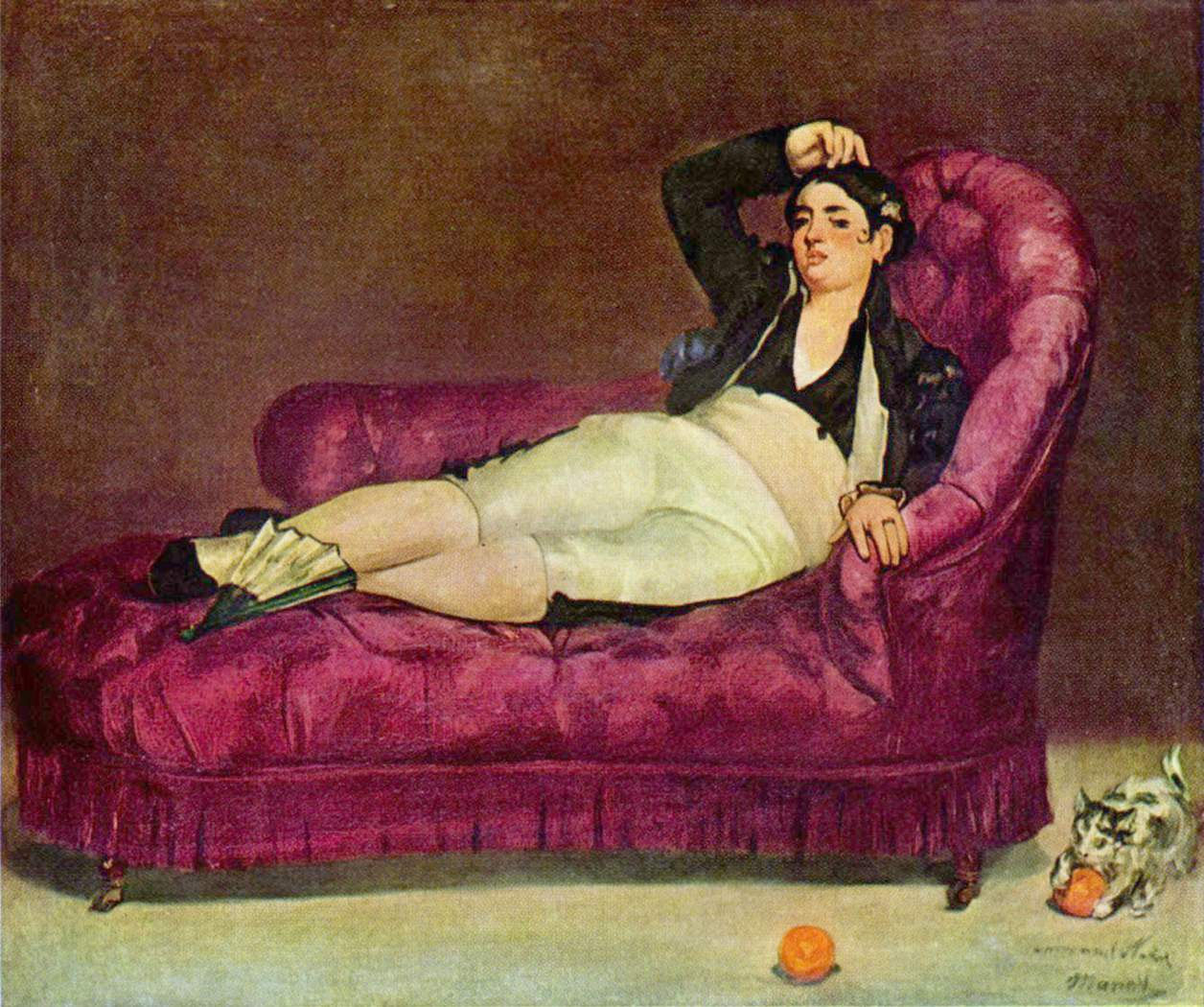
Отоманка

- Отома́нка має високий підголівник, і нижчу частину для відпочинку ніг, з'єднані похилою частиною. Отоманка є асиметричною кушеткою. Вони були популярні у будуарах Франції на початку 19 століття[5][6].

### «Рекам'єр»

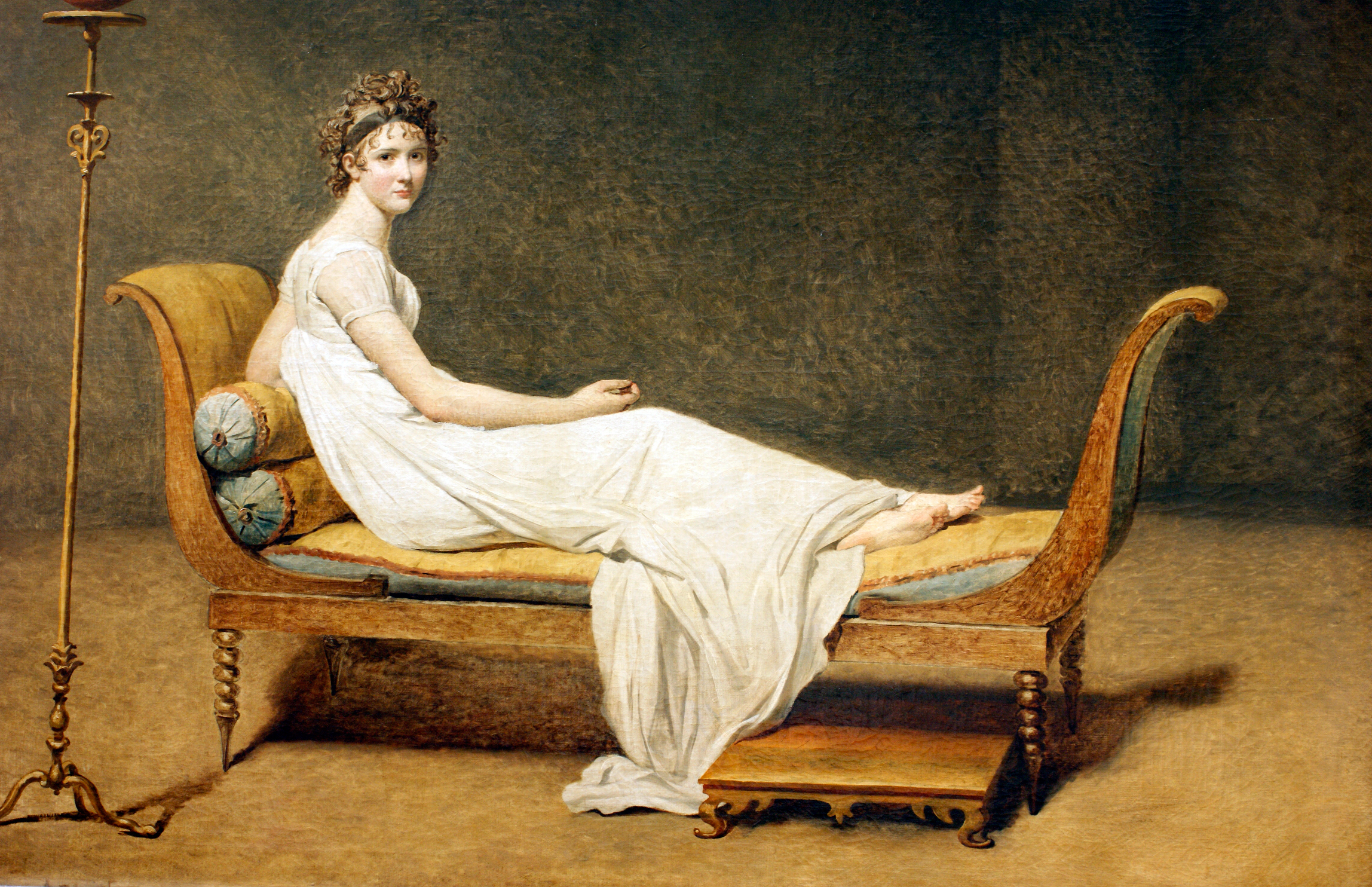
Портрет Жульєтти Рекам'є на кушетці, названій на її честь, художник Жак-Луї Давід, 1800 р.

- «Рекам'є́р» або рекам'є́ (фр. récamière, récamier) має дві підняті вигнуті спинки на коротких сторонах і відкриті довгі сторони. Він іноді асоціюється зі стилем французького ампіру (неокласичним). Названий на честь французької світської дами, господині модного салону Жулі Рекам'є (1777—1849), яка відпочивала в елегантних позах на дивані такого роду. Форма рекам'є схожа на традиційне фр. lit bateau, дос. «ліжко-човен», але призначене для вітальні, а не для спальні[5].

### «Дюшесс брізе»

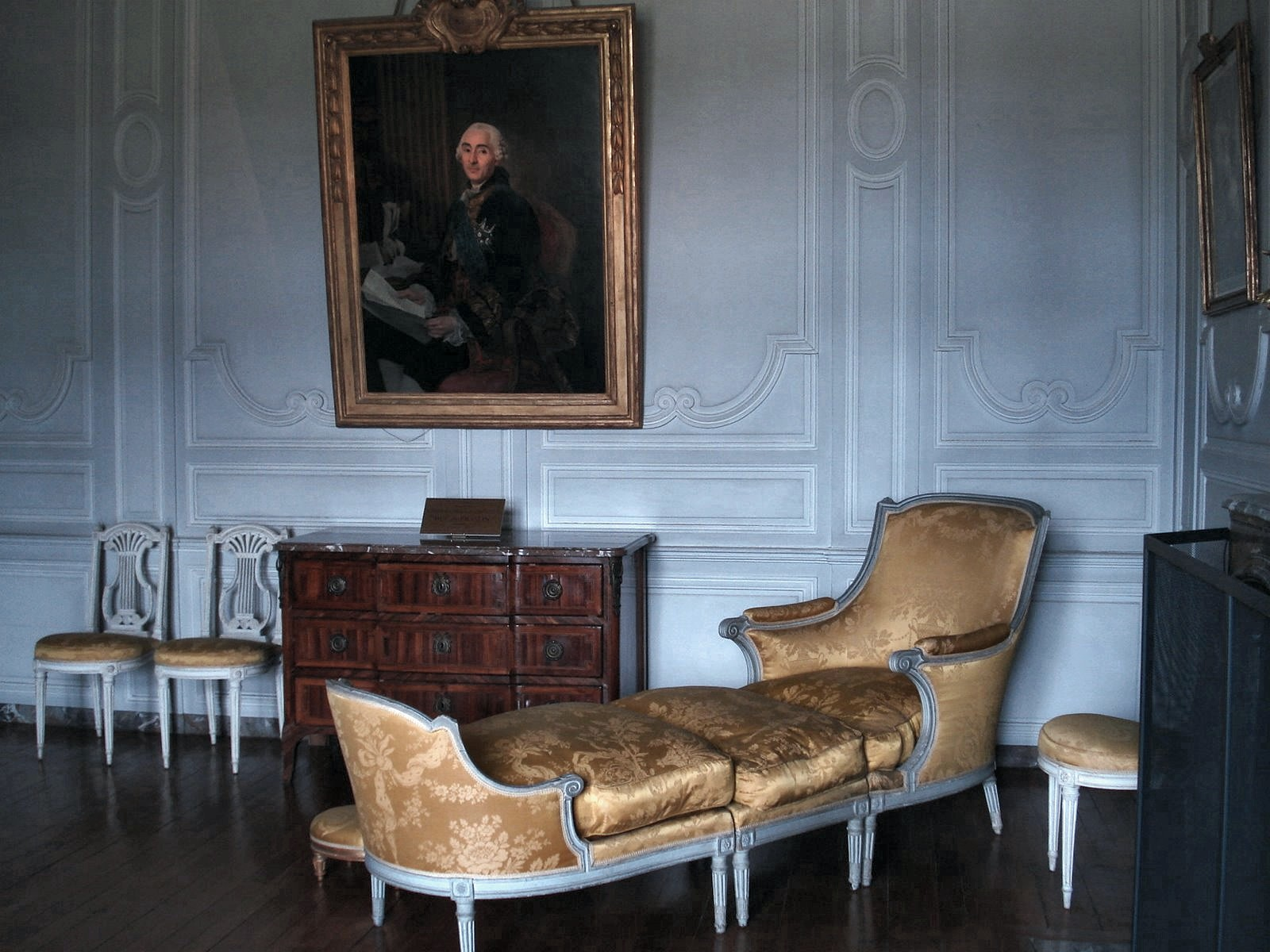
Duchesse brisée

- «Дюше́сс брізе́» (фр. Duchesse brisée — «розбита/складана/складена герцогиня») — кушетка складена з кількох частин: крісло і довгий ослінчик під ноги, або два крісла з табуретом між ними. Походження назви невідоме.

### «Лашез»

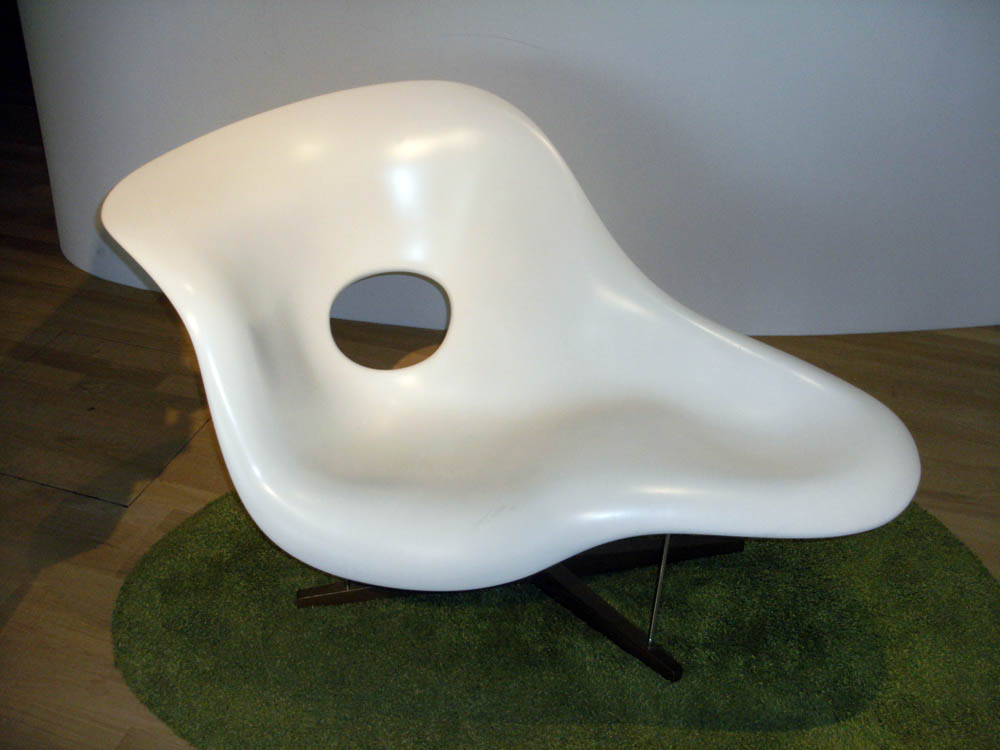
Сидіння La Chaise виготовлене зі скловолокна.

- «Лаше́з» (фр. La Chaise — «Стілець»): модерністський варіант кушетки, витвір промислового дизайну, створений в 1948 році сімейною парою американських дизайнерів Чарльзом і Рей Імзами.

## Медична кушетка

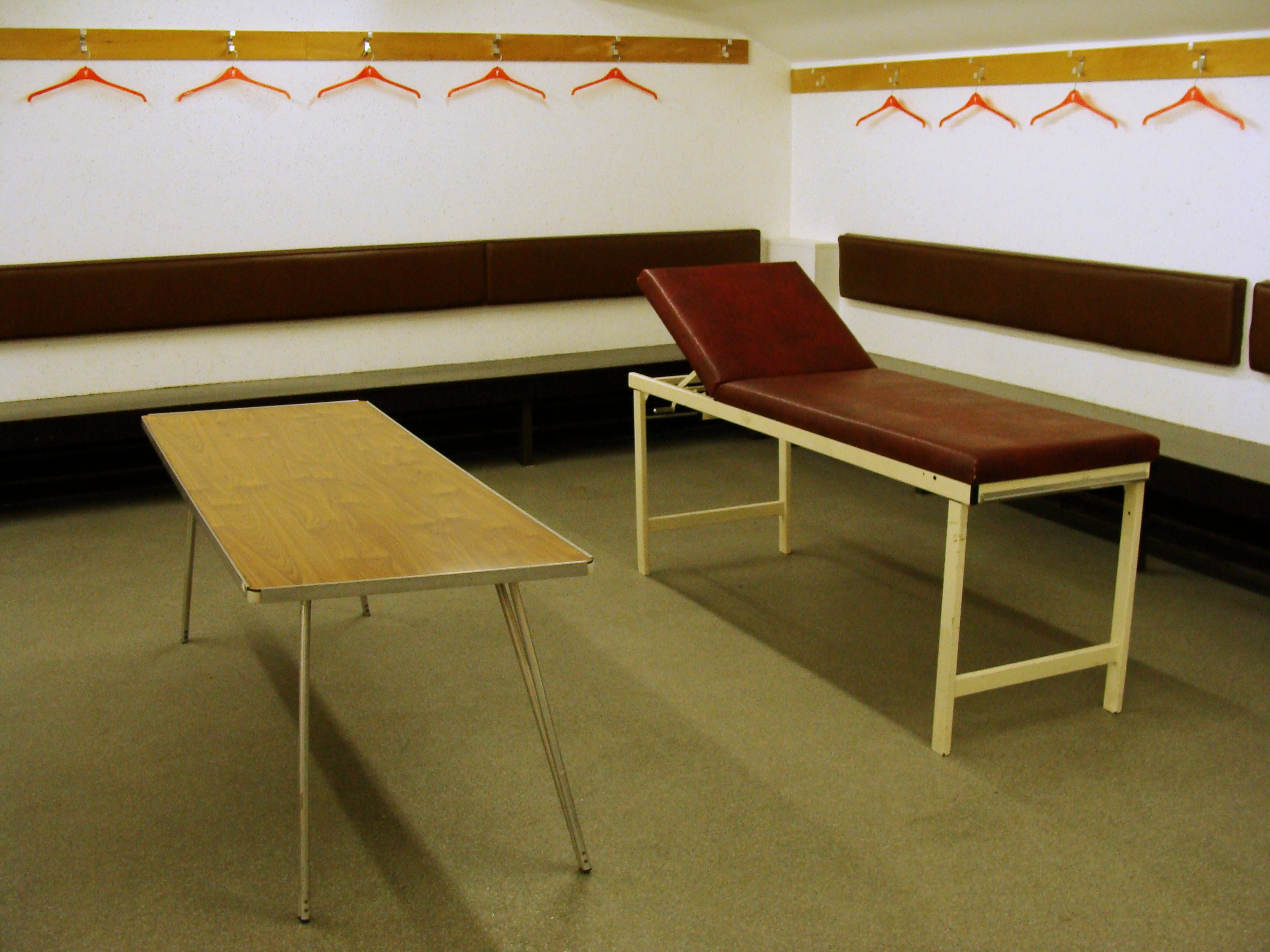
Кушетка для масажу

Пізніше з'явився такий різновид кушетки, як «медична кушетка», яка на відміну від ліжка використовують для проведення різноманітних терапевтичних сеансів.
Медична кушетка є невід'ємним атрибутом будь-якого лікувального закладу. Медична кушетка багатофункціональна — використовується як для оснащення лікарняних палат, так і для огляду пацієнтів. Серед основних видів медичних кушеток можна виділити:
- оглядові кушетки,
- косметологічні кушетки,
- фізіотерапевтичні кушетки.

Масажний стіл не є кушеткою.